# Ponta Mussandá
A Ponta Mussandá é uma formação geológica costeira de São Tomé e Príncipe, localizada na ilha de São Tomé. Este acidente geológico localiza-se entre a São João dos Angolares e a Praia Angobó.